# Tropomyosine

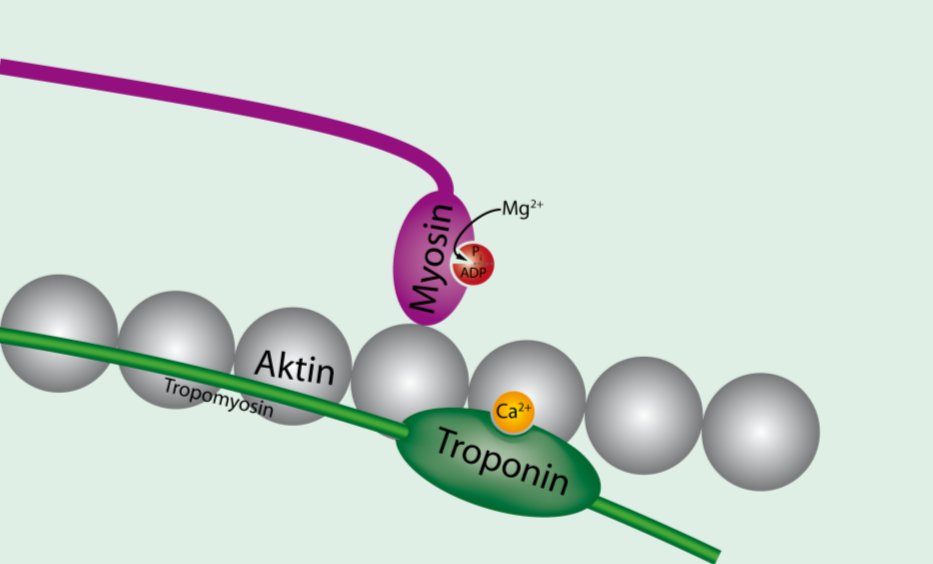
La tropomyosine non liée à l'actine, permet l'action de la myosine.

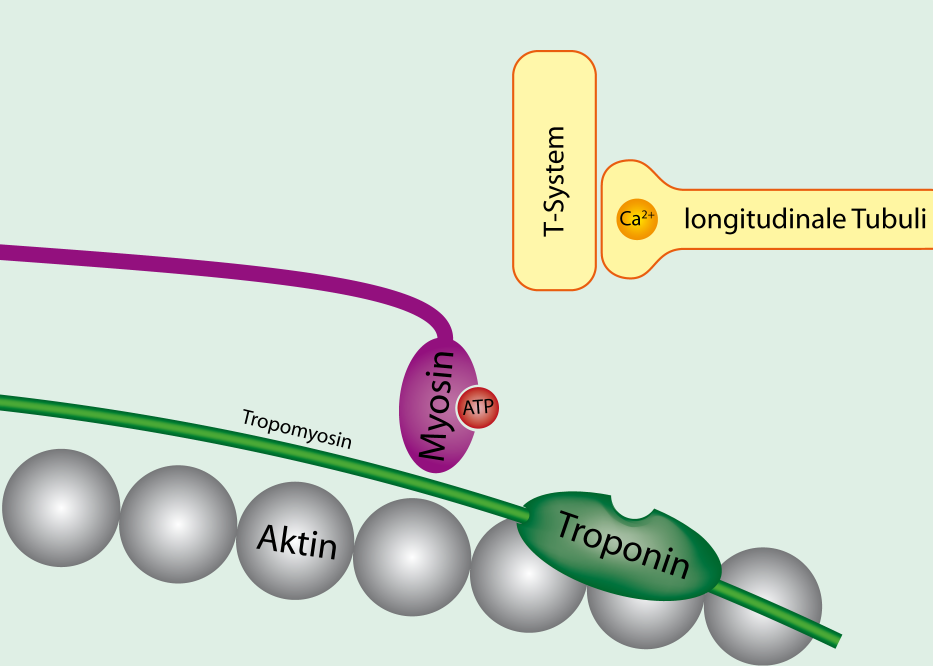
La tropomyosine liée à l'actine.

La tropomyosine est une protéine fibreuse dimérique (composée d'une sous-unité alpha et d'une sous-unité bêta) logée dans la gouttière du microfilament d'actine. Elle s'enroule autour de celui-ci ce qui participe à sa stabilisation.
La tropomyosine est également une protéine de régulation qui masque les sites de liaison actifs entre la tête de la myosine et l'actine. Lors de la contraction musculaire, le taux de calcium (sous forme Ca2+) augmente dans le cytosol. Les ions Ca2+ se lient à la sous-unité C de la troponine. Le complexe troponine-Ca2+ change de conformation, entraînant la tropomyosine, ce qui démasque le site de liaison de l'actine G (actine globulaire). La myosine peut alors se lier à l'actine. Par l'alternance association-dissociation entre la myosine et l'actine et des changements de conformation de la myosine, le filament fin d'actine se déplace, aboutissant à un raccourcissement du sarcomère à l'échelle de la cellule, et à la contraction musculaire à l'échelle de l'organisme. On notera néanmoins que ce système n'est pas retrouvé dans les muscles lisses, où l'on n'observe aucune inhibition du site de liaison par la tropomyosine.
Dans les filaments, il y a un dimère de tropomyosine tous les sept monomères d'actine.
Elle est associée à la troponine dans les cellules musculaires striées. Elle représente 4 % du poids sec d'un muscle.
Chez l'être humain, quatre gènes en assurent la synthèse : TPM1, TPM2, TPM3, TPM4. Chacun peuvent avoir des épissages différents, constituant plus de quarante isoformes. Chacune de ces dernières ont des affinités différentes avec l'actine ainsi qu'avec les différentes molécules qui y sont liées, comme la cofiline, la calmoduline, la gelsoline...